# Graf funkcije
U matematici, graf funkcije f je skup svih uređenih parova (x, f(x)). Ako je ulazna funkcija x skalarna, njezin graf (krivulja) ima dvije dimenzije. Ako je zavisna varijabla x uređeni par (x1, x2) realnih brojeva, graf (površina) je skup svih uređenih trojki (x1, x2, f(x1, x2)).
U znanosti, inženjerstvu, tehnologiji, financijama i drugim područjima, grafovi se koriste za različite svrhe. U najjednostavnijem slučaju jedna se varijabla grafički prikazuje kao funkcija druge varijable, obično pomoću pravokutnih osi.
U poljima moderne matematike, poput teorije skupova, funkcija i njezin graf označavaju isti koncept.

## Vrste grafova
Ovisno o najvećoj potenciji nepoznanice, postoji više vrsta grafova:

### Linearna funkcija
Funkciju {\displaystyle f:R\rightarrow R} zadanu formulom {\displaystyle f(x)=kx+l}, zovemo linearna funkcija, a graf joj iskazujemo pravcem. Varijabla l označava sjecište grafa s y-osi, dok varijabla k izražava nagib pravca. Nagib k može se izračunati kao {\displaystyle {\frac {\Delta y}{\Delta x}}}ili kao tangens kuta pravca nad x-osi. Derivacija linearne funkcije iskazana je njenim nagibom.

### Kvadratna funkcija
Ako pak funkcija ima oblik {\displaystyle f(x)=ax^{2}+bx+c}, zovemo ju kvadratna funkcija. Ako je funkcija oblika {\displaystyle f(x)=x^{2}(ax^{2}+b)+c}, odnosno jednostavnije, {\displaystyle f(x)=ax^{4}+bx^{2}+c}, tad se naziva bikvadratna funkcija. Funkcije ovog oblika su parabole, čija realna rješenja (nultočke) x1 i x2 nakon izjednačavanja s nulom daju odsječke grafa na x-osi, sukladno formuli {\textstyle _{1}x_{2}={\frac {-b\pm {\sqrt {b^{2}-4ac}}}{2a}}}. Tjeme kvadratne funkcije možemo dobiti općom formulom {\textstyle (x_{0}={\frac {x_{1}+x_{2}}{2}},f(x_{0}))}, ili jednostavnije {\displaystyle ({\frac {-b}{2a}},{\frac {4ac-b^{2}}{4a}})}, gdje su a, b i c koeficijenti kvadratne funkcije. Ako je varijabla a pozitivna, funkcija prvo pada pa raste, a ako je negativna događa se obrnuto. S obzirom na to da je najveća potencija funkcije parna (2), funkcija počinje i završava na istoj "strani" grafa. Derivacija kvadratne funkcije je pravac 2ax+b.

#### Diskriminanta funkcije
Diskriminanta je vrijednost opisana formulom {\displaystyle D=b^{2}-4ac}, gdje su a, b i c koeficijenti kvadratne jednadžbe, koja nam govori koliko rješenja ima određena kvadratna jednadžba. Ako je vrijednost diskriminante veća od nule, funkcija tad dodiruje x-os u barem dvije točke, a njezina jednadžba ima dva realna rješenja. Ako je D=0, tjeme funkcije leži na x-osi (dodiruje x-os u jednoj točki), a njezina jednadžba ima jedno realno i jedno kompleksno rješenje. Ako je diskriminanta manja od nule, funkcija ne dodiruje x-os, i ima dva kompleksna rješenja. 

### Funkcije višeg reda
Funkcija oblika {\displaystyle f(x)=a_{n}x^{n}+a_{n-1}x^{n-1}+...+a_{2}x^{2}+a_{1}x+a_{0}} naziva se polinom n-tog reda/stupnja. Svaki se takav polinom može napisati u obliku produkta: {\displaystyle f(x)=a_{n}(x-x_{1})(x-x_{1})(x-x_{2})\cdot ...\cdot (x-x_{n})}, gdje su x1, x2, ... xn sva rješenja jednadžbe f(x)=0. Racionalna funkcija zadana je formulom {\textstyle f(x)={\frac {g(x)}{h(x)}}}, gdje su g i h polinomi (h ne smije biti nula). 

## Oblici jednadžbe funkcije

### Eksplicitni
Eksplicitna jednadžba funkcije ima oblik {\displaystyle y=ax+b}, gdje je a nagib pravca, dok je b odsječak pravca na y-osi.

### Implicitni
Implicitna jednadžba funkcije ima oblik Ax+By+C = 0 i opisuje implicitnu funkciju, koja u odnos stavlja nezavisnu varijablu x i ovisnu (implicitnu) varijablu y. Primjerice, jednadžba jedinične kružnice {\displaystyle x^{2}+y^{2}-1=0} definira y kao implicitnu funkciju varijable x ako je {\displaystyle -1\leq x\leq 1}, a y je ograničen na ne-negativne vrijednosti.
Inverzne funkcije se često zapisuju u implicitnom obliku jer nije moguće sve inverzne funkcije napisati eksplicitno.
Algebarske funkcije su funkcije koje zadovoljavaju polinomnu jednadžbu čiji su koeficijenti također polinomi. Često se zbog lakoće i kratkoće zapisa iste zapisuju u implicitnom obliku. Gornja jednadžba jedinične kružnice je algebarska jednadžba. Ona se može eksplicitno zapisati kao {\displaystyle y=\pm {\sqrt {1-x^{2}}}}, što vrijedi i za sve jednadžbe drugog, trećeg i četvrtog stupnja, no ne uvijek i za jednadžbe petog i viših stupnjeva. Primjerice, jednadžbu petog stupnja {\displaystyle y^{5}+2y^{4}-7y^{3}+3y^{2}-6y-x=0} nije moguće zapisati u eksplicitnom obliku.
S obzirom da implicitne jednadžbe često imaju više rješenja (broj rješenja odgovara stupnju funkcije, odnosno najvišoj potenciji), često je nužno postaviti ograničenja na dozvoljene nultočke grafova i domenu funkcije.
Implicitna jednadžba {\displaystyle Ax+By+C=0} može se pretvoriti u eksplicitni oblik {\displaystyle y=ax+b} gdje je {\displaystyle a=-{\frac {A}{B}}} I {\displaystyle b=-{\frac {C}{B}}}, odnosno {\displaystyle y=-{\frac {A}{B}}x-{\frac {C}{B}}}.

### Segmentni
Segmentna jednadžba funkcije direktno prikazuje odsječke (segmente) na y-osi i x-osi. Općeniti oblik zapisuje se kao {\displaystyle {\frac {x}{m}}+{\frac {y}{n}}=1} gdje je m odsječak na y-osi, a n odsječak na x-osi . Iz eksplicitno zapisane jednadžbe {\displaystyle y=ax+b} može se dobiti da je {\displaystyle m=-{\frac {b}{a}}} i {\displaystyle n=b}, odnosno {\displaystyle {\frac {y}{b}}+{\frac {x}{\frac {-b}{a}}}=1}.